# Boffetto
Boffetto (Bufèt in dialetto valtellinese) è una frazione del comune di Piateda, in provincia di Sondrio.

## Storia
Boffetto è un borgo di origini medievali. In passato ospitò importanti fucine che permettevano lavorazione di rame e ferro estratti dalle vicine miniere. Lo stesso toponimo si suppone derivi da "bufèt", vale a dire il luogo dove funzionava un mantice, probabilmente collegato ad un'officina di fabbro.
Situato in corrispondenza di un antico ponte sull'Adda, per tutto il Medioevo e il Rinascimento si ritrovò all'interno di una frequentata rotta commerciale proveniente da Milano e godette di un'ampia autonomia economico-legislativa.
Già comune autonomo, fu accorpato nel 1867 dall'attuale comune.

## Economia

### Industria
A Boffetto tra il 1917 e il 1919 fu insediata dalla fonderia Falck un'importante centrale idroelettrica in grado di alimentare la fonderia di Sesto San Giovanni. Per la costruzione di questo impianto venne utilizzata anche la mano d'opera dei prigionieri austriaci della prima guerra mondiale.

## Sport
Boffetto ospita, sul fiume Adda, uno Stadio della Canoa/kayak gestito dal comune di Piateda che nel 2008 ha ospitato i Campionati Europei di Canoa Junior. Nel giugno 2014 ha ospitato i campionati mondiali di canoa/Kayak.